# Voormalig bankgebouw Rotterdamsche Hypotheekbank
Het voormalig bankgebouw van de Rotterdamsche Hypotheekbank is een gebouw dat gevestigd is op de Schiedamse Vest in Rotterdam. Het gebouw is tussen 1928 en 1929 gebouwd en is sinds 2000 een rijksmonument.

## Geschiedenis

### Rotterdamsche Hypotheekbank voor de oorlog
In de jaren 20 had de Rotterdamsche Hypotheekbank behoefte aan een nieuw bankgebouw. Het bedrijf, opgericht in 1864, had haar onderkomen sinds het ontstaan al een paar keer eerder veranderd: het eerste kantoor was gelegen aan de Boompjes, voor het twee jaar later verhuisde naar de Wijnhaven. In 1876 volgde nog een verhuizing naar de Bierhaven, waar het kantoor op huisnummer 23-25 was gevestigd. De architect Barend Hooijkaas jr. kreeg de opdracht om een nieuw bankgebouw te creëren omdat de oude inmiddels niet meer voldeed aan de steeds groter wordende onderneming. In 1928 werd begonnen met de bouw van een gloednieuw pand op de hoek van de Schiedamse Vest en Witte de Withstraat toen op 19 september van dat jaar de eerste, symbolische steen werd gelegd. De steen werd gelegd door Marie Elisabeth Elfriede van Rossem, de achterkleindochter van de eerste directeur van de bank. Verwacht werd dat het nieuwe pand in april of mei van 1929 af zou zijn, maar een strenge winter en wijziging van de huidige opzet door er een huis bij te zetten zorgde ervoor dat het bankgebouw pas in de late herfst van 1929 af was. Op 23 november 1929 werd het gebouw officieel geopend en in gebruik genomen, zonder officiële plechtigingen. In totaal heeft het bankgebouw over 300.000 gulden gekost.

### Rotterdamsche Hypotheekbank tijdens de oorlog
Tijdens het bombardement op 14 mei 1940 was het R.H.B. pand een van de weinige vooroorlogse gebouwen in de stad die het bombardement heeft doorstaan. Hierdoor kon de bank als een van de enigen haar werkzaamheden vrijwel direct na het bombardement voortzetten.

### Rotterdamsche Hypotheekbank na de oorlog
Na de oorlog werd het pand hersteld en van nieuwe details voorzien. Het gebouw heeft daarna nog dienst gedaan als officieel kantoor van de Rotterdamsche Hypotheekbank tot 1949, toen de bank fuseerde met de Friesch-Groningsche Hypotheekbank en ophield te bestaan.
Op 10 oktober 2000 werd het pand tot rijksmonument verklaard.
In 2018 kocht Vervat Vastgoed het gebouw op. Ook zijn het bedrijf Helloprint en modeontwerper Marlies Dekkers in het pand gevestigd.

## Vormgeving en interieur

### Exterieur
Het bankgebouw bestaat in totaal uit vier verdiepingen - toren meegerekend. Ook is er een kelder aanwezig.
Het gebouw is opgetrokken op een min of meer rechthoekig grondplan, waarbij de hoek aan de Schiedamse Vest/Witte de Withstraat aan drie zijden schuin is afgewerkt. De gevels van het gebouw bestonden bij de bouw volledig uit donkerrode baksteen, maar na een renovatie die net na het eind van de Tweede Wereldoorlog werd uitgevoerd, werd het basement voorzien van natuursteen met rusticamotief.
De eerste bouwlaag, omlijsting van de hoofdingang en aanzet van de erkeltoren zijn bekleed met travertijn. De rest van de gevel bestaat uit donkerrode baksteen. Het pand heeft een overkragend plat dak met een bedekking van mastiek. Op de begane grond zijn rondboogvensters met stalen raamhekken aangebracht, terwijl op de eerste en tweede verdieping de hoge, rechthoekige vensters zich bevinden. De baksteenvelden tussen de vensters zijn doorlopen over de eerste en tweede verdieping, en zijn verdikt als lisenen. Direct onder de uitstekende daklijst bevindt zich op de derde etage een strook vierkante, tweeledige vensters met een massieve afgeronde witte omlijsting. Deze vensterstrook wordt onderbroken door de uitkragende ingang en toren bij de Witte de Withstraat. Alle vensters zijn omsloten door stalen profielen. De hoofdingang bevindt zich in een risalerend geveldeel aan de Schiedamse Vest en bestaat uit een vierkante portiek, waarvan de 'binnenmuren' binnen de façade naar binnen zijn afgeschuind. De buitengevels van de begane grond zijn evenals met travertijn bekleed. De ingang zelve bestaat uit een houten draaideur, die toegang verschaft tot de met marmer gelambriseerde hal. De omlijsting van travertijn loopt bijna volledig door van de ingang tot de tweede verdieping. Op de eerste verdieping bevinden zich in het travertijn muurvlak drie hoge, zeer smalle rechthoekige vensters. Op de tweede verdieping zitten de drie iets minder hoge, nog smallere rondboogvensters. Aan beide kanten van het travertijn gevelvlak, ter hoogte van de eerste verdieping, bevindt zich een gebeeldhouwd sculptuur. Geheel boven in de gevel van de ingang, net voor het dak, bevinden zich drie radvensters. Het travertijn geveldeel wordt aan de bovenzijde afgesloten door een heel smalle luifel. Doordat de overstekende dakrand het risalerende geveldeel volgt, ligt ook hier waarschijnlijk een luifel. Het geveldeel links van de risalerende ingang is drie vensterassen breed. Rechts van de ingang wordt de hoek van het gebouw afgeschuind doordat het zes vensterassige geveldeel hier over de eerste drie bouwlagen twee maal doorbogen is, terwijl de vierde bouwlaag geheel is afgerond. Op de eerste en tweede verdieping zijn de vensters per paar gegroepeerd. Tussen de vensters van ieder paar op de eerste verdieping is tegen de onderzijde van de (smalle) liseen een gebeeldhouwde figuur aanwezig. Rechts van de 'hoek' vanaf de eerste verdieping bevindt zich een ronde arkeltoren die nog een verdieping boven het dak uitsteekt. In de met travertijn beklede aanzet van de toren, ter hoogte van de eerste verdieping, bevinden zich zes kleine rechthoekige vensters omlijst met een rondboog spaarveld. De tweede en derde verdieping bestaan uit meerdere kleine, rechthoekige vensters. Boven in de toren is een torenkamer met geheel rondom de toren een veelzijdige vensterstrook met rechthoekige vensters. Iets onder de torenkamer is op de arkeltoren een klok aangebracht. De toren heeft een plat dak met geprofileerde daklijst. Parallel aan de achterkant van de toren is een ronde, witte schoorsteen aangebracht die iets boven de toren uitsteekt en bovenaan kleine, rechthoekige ventilatiegaten heeft. Het gevelvlak rechts van de toren is zeven vensterassen breed, met op de begane grond alleen in de linker travee een rondboogvenster met smeedijzeren raamhek. De vierde bouwlaag heeft een vensterstrook met 14 vensters.

### Interieur
Op de begane grond van het gebouw lagen de kluizen en de conciërgewoning, toen het nog in gebruik was door de Rotterdamsche Hypotheekbank. De eerste verdieping was gereserveerd voor de directie en kantoorpersoneel. Op de tweede verdieping zat de vergaderzaal van de commissarissen evenals de inspecteurskantoren en een woning voor een procuratiehouder. De centrale verwarming lag in de kelder. Het gebouw beschikte zowel over een personenlift als een aantal trappen bestaande uit marmer. Deze trappen waren te vinden bij het zeskantige trappenhuis.